# مارتون گریگوریان (سیاستمدار)
مارتون کامویی گریگوریان (ارمنی: Մարտուն Կամոյի Գրիգորյան؛ زادهٔ ۱۸ ژانویهٔ ۱۹۸۱) یک سیاستمدار و اقتصاددان اهل ارمنستان است که از تاریخ ۲۰۰۷ تا تاریخ ۲۰۱۸ سمت نمایندگی دوره‌های چهارم تا ششم مجلس ملی جمهوری ارمنستان را برعهده داشت.

## زندگی‌نامه
در ۱۸ ژانویهٔ ۱۹۸۱ در لنیناکان به دنیا آمد. 